# Ulukışla
Ulukışla ist eine Stadt und Hauptort des gleichnamigen Landkreises (İlçe) in der zentralanatolischen Provinz Niğde. Die Stadt liegt etwa 50 Kilometer südlich der Provinzhauptstadt Niğde nahe dem Zusammentreffen der Straßen D 805 von Niğde und der E 90 (D 750) von Ankara nach Tarsus. Die im Stadtlogo vorhandene Jahreszahl (1910) dürfte auf das Jahr der Ernennung zur Stadtgemeinde (Belediye) hinweisen.
Der Landkreis liegt im Süden der Provinz und grenzt im Nordosten an den Kreis Çamardı, im Norden an den Kreis Bor, im Westen an die Provinz Konya, im Süden an die Provinz Mersin und im Südosten an die Provinz Adana. Ulukışla liegt an der Nordseite der Bolkar Dağları, westlich der Stadt liegt der Pass Ulukışla Geçidi, der in die Ebene von Ereğli (Ereğli Ovası) führt.
Der Kreis bestand schon als Kreis (bzw. Kaza) im Sandschak Niğde des Vilayets Konya im Osmanischen Reich und konnte 1927 zur ersten Volkszählung nach Gründung der Türkischen Republik eine Einwohnerschaft von 14.954 in 37 Ortschaften auf 1.615 km² aufweisen, davon 2.639 im Verwaltungssitz Oulou Kichla (damalige, an das französisch angelehnte Schreibweise).
Ende 2020 besteht der Landkreis neben der Kreisstadt (30,5 % der Kreisbevölkerung) aus 38 Dörfern (Köy) mit durchschnittlich 356 Bewohnern. Die Palette der Einwohnerzahlen reicht von 1.559 herunter bis auf 13, wobei Tabaklı ebenso als kleinste Gemeinde der Provinz im Kreis Ulukışla liegt. Kılan (1.559), Darboğaz (1.532), Çiftehan (956) und Hasangazi (904 Einw.) sind die größten Dörfer im Kreis.
Im Jahr 2013 wurde fünf Belediye des Kreises zu Dörfern zurückgestuft: Aktoprak und Kılan bzw. 2009 zusammengelegt zu Kılan (Aktoprak) sowie Çiftehan, Darboğaz und Yeniyıldız.

## Persönlichkeiten
- Nuri Kodamanoğlu (1923–2013), Politiker

## Sehenswürdigkeiten

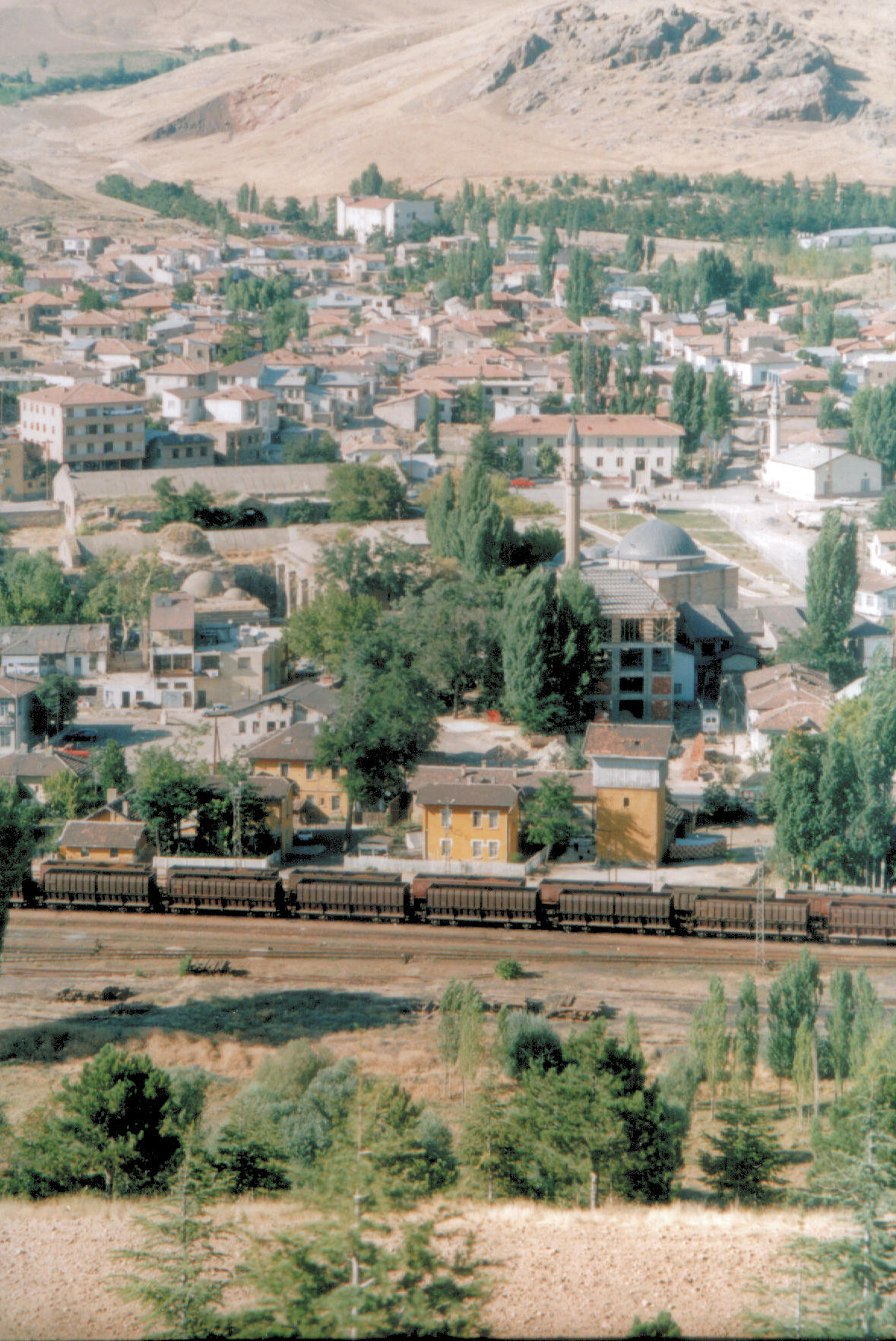
Ulukışla

Etwa zehn Kilometer östlich von Ulukışla liegt der Siedlungshügel Porsuk Hüyük (auch Zeyve Höyük), der von hethitischer bis in byzantinische Zeit bewohnt war. Etwa zehn Kilometer südöstlich davon, an einer Felswand des Gebirges Bolkar Dağları, ist das späthethitische Felsinschrift von Bulgarmaden eingemeißelt. Etwa 25 Kilometer nordöstlich der Stadt beim heutigen Ort Başmakçı liegen die Ruinen des antiken Faustinopolis.